# Amsterdam Holendrecht
Amsterdam Holendrecht (ned: Station Amsterdam Holendrecht) – stacja kolejowa w Amsterdamie, w prowincji Holandia Północna, w Holandii, w dzielnicy Amsterdam-Zuidoost. Stacja znajduje się na linii * Linia Amsterdam – Elten (Amsterdam – Utrecht). Jest to jednocześnie stacja metra.

## Linie kolejowe
- Linia Amsterdam – Elten

## Połączenia
- 4000 Sprinter Uitgeest – Zaandam – Amsterdam Centraal – Amsterdam Holendrecht – Breukelen – Woerden – Gouda – Rotterdam Centraal
- 7400 Sprinter Amsterdam Centraal – Amsterdam Holendrecht – Breukelen – Utrecht Centraal – Driebergen-Zeist – Rhenen

## Stacja metra
Stacja metra znajduje się na linii 50 (zielonej) i 54 żółtej. Została otwarta 16 października 1977.